# Смоленская духовная семинария
Смоленская духовная семинария — высшее учебное заведение Русской православной церкви, готовящее православных священнослужителей.
В семинарию принимаются лица мужского пола в возрасте до 35 лет, имеющие среднее образование, холостые или женатые первым браком; срок обучения — 4 года. Уровень образования — бакалавриат.

## История
Организация семинарии была проведена в 1728 году стараниями епископа Смоленского и Дорогобужского Гедеона Вишневского на основе открывшейся ещё при митрополите Дорофее архиерейской школы.

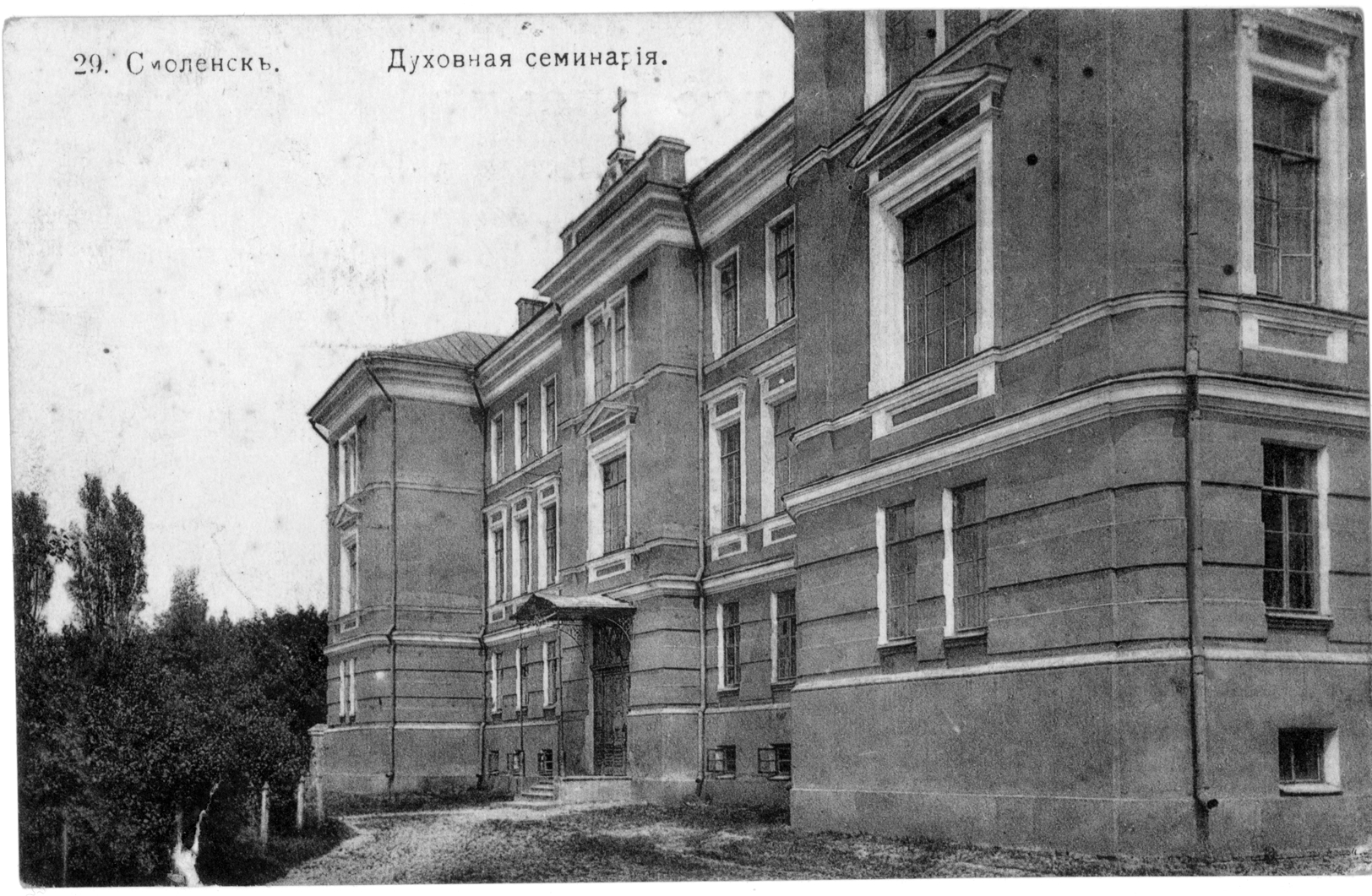
СДС до Октябрьского переворота

Первоначально располагалась на территории Авраамиевского монастыря (от местонахождения часто называлась Авраамиевские школы и Авраамиевская семинария). В XIX веке долгое время находилась в очень стеснённых условиях, занимая до 5 мало приспособленных для нужд учебного заведения корпусов. Её новоселье в специально построенном здании на Спасской улице состоялось только в 1891 году. Готовила священнослужителей, учителей для духовных и светских школ и училищ.
Закрыта большевиками 1 октября 1918 года.
30 ноября 1988 года решением Священного синода Русской православной церкви по инициативе архиепископа Смоленского и Калининградского Кирилла (Гундяева) было основано Смоленское межъепархиальное духовное училище, ректором назначен священник Виктор Савик.
5 мая 1995 года решением Священного Синода Смоленской духовной школе присвоен статус семинарии.
В 2012 году выпускники Смоленской семинарии получили дипломы государственного образца с присвоением квалификации «Бакалавр теологии», таким образом впервые в истории российского духовного образования выпускники духовной семинарии получили подобные дипломы.

## Ректоры
- Варфоломей (Любарский) (1741—1746)
- Варлаам (Иваницкий) (1746—1778)
- Константин (Соколовский) (1778—1785)
- архимандрит Пётр (1785—1791)
- архимандрит Аполлоний (1792—?)
- Сильвестр (Суходольский) (1804—1808)[2]
- Павел (Саббатовский) (1809—1817)
- Сильвестр (Цветков) (1817—1821)
- Михаил (Добров) (13 декабря 1821—1823)
- Иннокентий (Александров) (2 августа 1823—1832)
- Леонид (Зарецкий) (6 апреля 1832—1836)
- Поликарп (Радкевич) (19 марта 1836—1843)
- Иосиф (Позднышев) (1846—1850)
- Фотий (Щиревский) (25 сентября 1850—1858)
- Павел (Лебедев) (23 августа 1861—1866)
- Нестор (Метаниев) (20 декабря 1866—1877)
- протоиерей Даниил Лебедев (1877—1884)
- Иоанникий (Казанский) (1884)
- Николай (Налимов) (17 января 1886—1889)
- Алипий (Попов) (1901—1904)
- Сильвестр (Братановский) (1904—1906)
- Досифей (Протопопов) (апрель 1906—1909)
- Елевферий (Богоявленский) (1909—1911)
- Дамиан (Воскресенский) (1911—1918)
- протоиерей Виктор Савик (1995—2007)
- протоиерей Георгий Урбанович (2007—2016)
- митрополит Исидор (Тупикин) (2016―2025)
- иерей Гамиловский, Дмитрий Михайлович (с 2025)

## Учащиеся
Имевшиеся документы указывали, что в 1741 году в Авраамиевских школах 515 человек, из них: «в философии — 11 человек, в риторике — 25 чел., в пиитике — 16 чел., в синтаксиме — 32 чел., в грамматике 25 чел., в инфиме — 39 чел., в аналогии — 75 чел. и в русской школе 292 человека».

### Известные выпускники
- Зосима (Смирягин)
- Иероним (Семивский)
- Лев Фёдорович Людоговский
- Тимофей (Кетлеров)
- Макарий (Глухарёв) (1813)
- Николай Японский
- Василий Васильевич Докучаев
- Александр Романович Беляев
- Пётр Иванович Нечаев
- Григорий Петрович Георгиевский
- Евгений (Кобранов)
- Михаил (Воскресенский)
- Сергий (Храмешин)
- Филипп (Рябых)

### Учились, но не закончили
- Александр Макаревский
- Нил Яблонский